# Åmot
Åmot és un municipi situat al comtat d'Innlandet, Noruega. Té 4.429 habitants (2016) i una superfície de 1.340 km². El centre administratiu del municipi és el poble de Rena.
El municipi es troba a la part central del comtat de Hedmark. Limita al nord amb Rendalen, a l'est amb Trysil, al sud amb Elverum, al sud-oest amb Hamar i Ringsaker, i a l'oest amb Stor-Elvdal. El nom prové del noruec å møte, que significa «trobar-se, confluir», en al·lusió a l'aiguabarreig del riu Rena (antigament Renaelva) amb el riu Glomma.